# Buso jezik
Buso jezik (ISO 639-3: bso; bousso, busso, dam de bousso), gotovo izumrli afrazijski jezik istočnočadske skupine, kojim govori još svega 40 ljudi (Welmers 1971) u čadskom departmanu Loug-Chari, regija Chari-Baguirmi.

## Vanjske poveznice
- Ethnologue (14th)
- Ethnologue (15th)